# 扁肢短浆蟹
扁肢短浆蟹（学名：Thalamita platypedis）为梭子蟹科短浆蟹属的动物。在中国大陆，分布于海南岛等地，生活环境为海水，常见于水深10米左右的沙石底及珊瑚礁中。其生存的海拔上限为-10米。该物种的模式产地在海南岛三亚。